# Іґнацій Ходиніцький
Іґнацій Ходиніцький (пол. Ignacy Chodynicki, у хрещенні Казімеж (Казимир); 28 лютого 1786, Ходорів — 11 грудня 1847, Львів) — польський релігійний діяч, священник-кармеліт, історик, автор книг з історії Львова, історії релігії та загальної, 3-томного біографічного словника учених-поляків.

## Життєпис
Народжений 28 лютого 1786 року в Ходорові.
Став монахом-кармелітом, протягом певного часу був ченцем у Львові. Від 1811 року священник, в ордені був секретарем провінції. Самоук із широкими знаннями, Ходиніцький керував архівом і бібліотекою монастиря у Львові. 
Автор низки книг із загальної історії, історії Львова та історії релігії; видав 3-томний біографічний словник видатних поляків. Серед його праць, зокрема, наступні:
- Dzieje historyczno-polityczne Europy i innych części świata na początku wieku XIX (t. 1–6 1817–20),
- Historia stołecznego królestwa Galicji i Lodomerii miasta Lwowa… (1829),
- Dykcjonarz uczonych Polaków... (t. 1–3 1833, репринт 1974; містить близько 360 біографій видатних польських авторів),
- Wiadomość historyczna o fundacjach klasztorów zakonu karmelitańskiego niegdyś w Polsce i Litwie... (1846).

Похований на Личаківському цвинтарі.